# Bertje Doperwtje
Bertje Doperwtje (alias van Bert Romeijn, Heemskerk, 1964) is een straatmuzikant in Alkmaar. Hij is er een bekend gezicht en treedt vaak op voor de HEMA aan de Langestraat. Hij treedt soms ook op in andere centra van steden, onder meer op de Breestraat in Beverwijk. Zijn repertoire bestaat uit eigen werk. 

## Levensloop
Aanvankelijk speelde hij in een band op straat, werd zanger van die band en uiteindelijk speelde hij solo, zichzelf begeleidend op akoestische gitaar. Bertje Doperwtje is te zien op straattheaterfestivals en verzorgt ook optredens tijdens kinderfeestjes, schoolreisjes en sinterklaasprogramma’s. Zijn liedjes gaan over het leven: liefde en geluk.
Bertje Doperwtje heeft als straatmuzikant een wilde act met bokkensprongen en klompendansjes, zijn liedjes schreeuwt hij en zijn verschijning wordt gekenmerkt door een groene uitdossing met groen geverfd haar en groen geverfde klompen.
In aanloop naar de troonswisseling in Nederland was er een Koningslied gecomponeerd. Nadat daar kritiek op kwam heeft onder meer Bertje Doperwtje ook een alternatief voor het Koningslied geschreven, getiteld ‘We hebben een koning’.
Driemaal won hij een eerste prijs tijdens een straattheaterfestival.

## Privé
Bert Romeijn werkte vijftien jaar als kraandrijver in de walserij bij de Koninklijke Hoogovens.

## Uitgaven

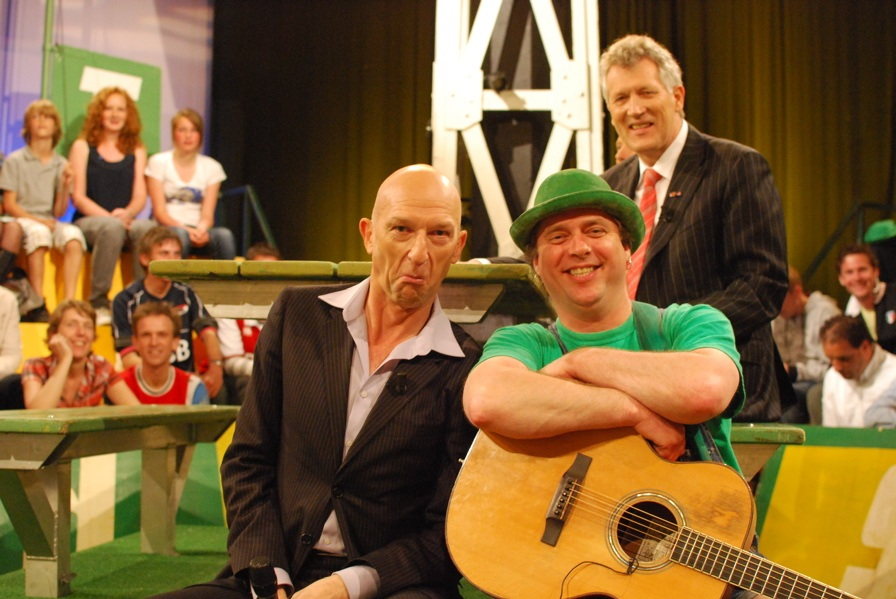
Bertje Doperwtje te gast bij het programma Holland Sport van Wilfried de Jong.

In 2008 bracht hij zijn cd ‘Onhoudbaar’ uit in eigen beheer.
In 2014 verscheen het stripboek ‘Bertje Doperwtje en de mannen van Hak - Doperwtentaart’ over de straatmuzikant. Het betreft een uitgave in eigen beheer met een oplage van 100 exemplaren. Tekenaar is Paddy Eline.
In 2017 werd de kinder-cd 'De Grote Boodschap' uitgebracht, waarbij Bertje Doperwtje wordt begeleid door kinderen. Het omslagontwerp is van Paddy Eline.
In 2017 werd de cd ‘Tussen plantaardig en diervriendelijk’ uitgebracht, eveneens in eigen beheer.